# Maris Wrixon
Maris Wrixon (28 décembre 1916 - 16 octobre 1999) est une actrice américaine de cinéma et de télévision. Elle apparaît dans plus de 50 films entre 1939 et 1951.

## Biographie
Née dans le Montana, elle a grandi à Great Falls. Elle débute au cinéma à la fin des années 1930, et joue dans 29 films de Warner Bros. entre 1940 et 1942, alternant des rôles non crédités et des seconds rôles. D'après  The New York Times, son rôle le plus marquant est celui de Miss Frances Clifford dans Le Singe tueur (The Ape) avec Boris Karloff.

## Filmographie

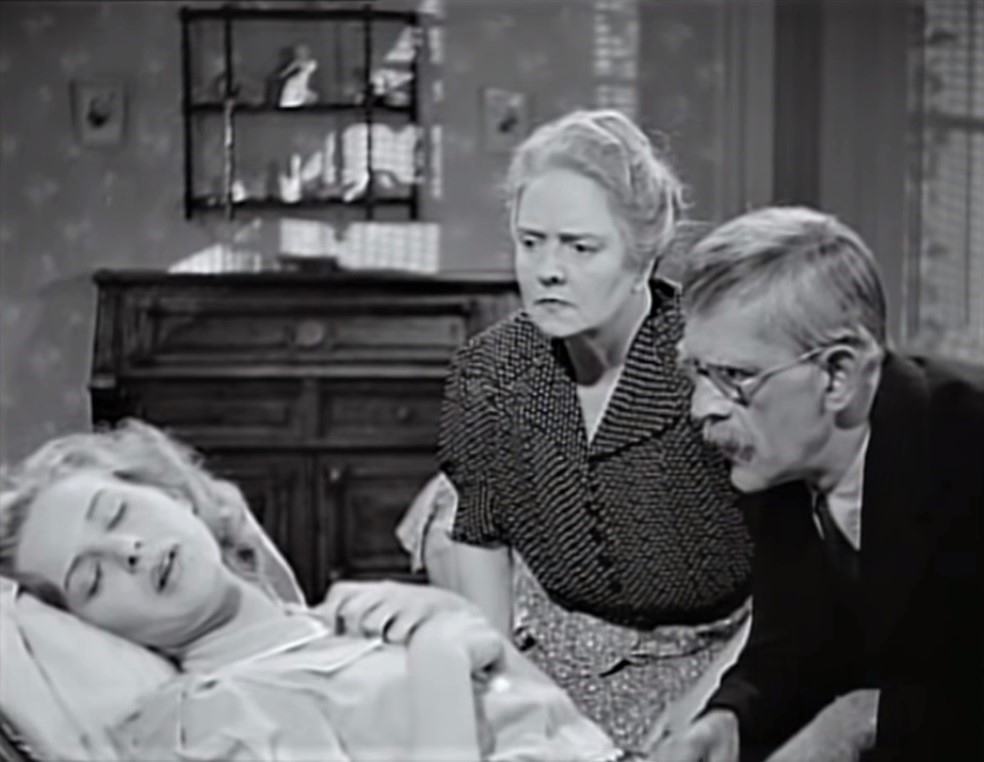
Maris Wrixon (à gauche) dans Le Singe tueur (The Ape - 1940).

- 1939 : Off the Record : Telephone Operator (non créditée)
- 1939 : The Adventures of Jane Arden : Martha Blanton - Debutante
- 1939 : 'No Place to Go : Mrs. Harriet Washburn (non créditée)
- 1939 : The Private Lives of Elizabeth and Essex : Lady of the Court (non créditée)
- 1939 : Jeepers Creepers (en) : Connie Durant
- 1939 : A Child Is Born (non créditée)
- 1940 : British Intelligence Service : Dorothy Bennett (non créditée)
- 1940 : Voyage sans retour (Til We Meet Again) : Girl (non créditée)
- 1940 : Saturday's Children : City Hospital Nurse (non créditée)
- 1940 : Flight Angels : Bonnie
- 1940 : L'Homme qui parlait trop (The Man Who Talked Too Much) :- Roscoe's Secretary
- 1940 : Le Singe tueur (The Ape) : Miss Frances Clifford
- 1940 : Knute Rockne All American : Telephone Operator (non créditée)
- 1940 : La Femme aux cheveux rouges (Lady with Red Hair) : Miss Annie Ellis (non créditée)
- 1940 : Santa Fe Trail : Girl at Wedding (non créditée)
- 1941 : The Case of the Black Parrot : Sandy Vantine
- 1941 : La Grande Évasion (High Sierra) : Blonde at Auto Accident (non créditée)
- 1941 : Footsteps in the Dark : June Brewster
- 1941 : L'Homme de la rue (Meet John Doe) : Autograph Hound (non créditée)
- 1941 : A Shot in the Dark : Helen Armstrong
- 1941 : Million Dollar Baby : Diana Bennet
- 1941 : Sunset in Wyoming : Wilmetta 'Billie' Wentworth
- 1941 : Bullets for O'Hara (en) : Elaine Standish
- 1941 : Nuits joyeuses à Honolulu (Navy Blues) : Hawaii Pickup #2 (non créditée)
- 1942 : Spy Ship : Sue Mitchell
- 1942 : Sons of the Pioneers (en) : Louise Harper
- 1942 : The Old Homestead : Mary Jo Weaver
- 1943 : Silent Witness : Betty Higgins, Special Investigator
- 1943 : Femmes enchaînées (en) (Women in Bondage) : Grete Ziegler
- 1944 : Les Mains qui tuent (Phantom Lady) : Blonde (non créditée)
- 1944 : Waterfront : Freda Hauser
- 1944 : Trail to Gunsight (en) de Vernon Keays (en) : Mary Wagner
- 1945 : The Master Key (Serial) : Dorothy Newton
- 1945 : White Pongo (en) : Pamela Bragdon
- 1945 : Notre cher amour (This Love of Ours) : Evelyn
- 1945 : Black Market Babies : Helen Roberts
- 1946 : The Face of Marble : Linda Sinclair
- 1946 : The Glass Alibi (: Linda Vale
- 1948 : The Saxon Charm : Mrs. McCarthy (non créditée)
- 1948 : Highway 13 : Mary Hadley
- 1951 : As You Were (en)
- 1960 : Remous (Sea Hunt) (TV Series) : Edith Judd
- 1967 : Le Lauréat (The Graduate) : invitée à la réception (non créditée)
- 1968 : Dayton's Devils : Cashier